# Janggi-myeon
Janggi-myeon (koreanska: 장기면) är en socken i staden Pohang i provinsen Norra Gyeongsang i den östra delen av Sydkorea, 290 km sydost om huvudstaden Seoul. Den ligger i det södra stadsdistriktet, Nam-gu. 